# Liste des sites et monuments classés de la wilaya d'Illizi
Cet article présente une liste des sites et monuments classés de la wilaya d'Illizi, en Algérie.

## Liste
| Id   | Identification du bien                     | Datation        | Commune                                                      | Coordonnées                      | Catégorie du classement                     | Mesures et date de protection | Date de publication au Journal Officiel | Illustration    |                       |
| ---- | ------------------------------------------ | --------------- | ------------------------------------------------------------ | -------------------------------- | ------------------------------------------- | --- | --------------------------------------- | --------------- | --------------------- |
| 33-1 | Site archéologique de Tihodaine            | Préhistorique   | Illizi                                                       | à géolocaliser                   | Classé                                      | Classé sur la liste des biens culturels par arrêté du 12/09/2012, après avis conforme de la commission nationale des biens culturels tenu le 27/06/2011.            | N° 36 du 18/07/2013                     | Image manquante | Télécharger une image |
| 33-2 | Site archéologique de Tin Ziren            | Préhistorique   | Djanet                                                       | à géolocaliser                   | Classé                                      | Classé sur la liste des biens culturels par arrêté du 12/09/2012, après avis conforme de la commission nationale des biens culturels tenu le 27/06/2011.            | N°36 du 18/07/2013                      | Image manquante | Télécharger une image |
| 33-3 | Vallée de l'Oued Djerat                    | Préhistorique   | Illizi                                                       | à géolocaliser                   | Classé                                      | Classé parmi les sites historiques par arrêté du 01/02/1982, après avis favorable de la commission nationale des monuments et sites historiques tenu le 27/12/1978. | N° 18 du 04/05/1982                     | Image manquante | Télécharger une image |
| 33-4 | Fort Polignac                              | Contemporaine   | Illizi                                                       | à géolocaliser                   | Inscription sur l'inventaire supplémentaire | Inscrit sur l'inventaire supplémentaire Arrêté signé par le wali N° 282 du 14/04/2010                                                                               | Arrêté non pub au journal officiel      |                 | Télécharger une image |
| 33-5 | Tassili N'Ajjer (Parc culturel et naturel) | Aucune datation | In Aménas, Illizi, Bordj El Haouasse, Idlès, Tazrouk, Djanet | 25° 30′ 00″ nord, 9° 00′ 00″ est | Parc culturel                               | 1- Classé parmi les monuments historiques en date du 01/07/1987. 2- Inscrits sur la Liste du patrimoine mondial en 1982                                             | N° 41 du 07/10/1987                     |                 | Télécharger une image |